# کلیسای گئورگ مقدس (کوش)
کلیسای گئورگ مقدس (ارمنی: Սուրբ Գևորգ եկեղեցի؛ انگلیسی: Surp Gevork Church, Kosh) یک کلیسا متعلق به کلیسای حواری ارمنی واقع در شهر کوش، استان آراگاتسوتن ارمنستان می‌باشد. ساخت و ساز این ساختمان در سال ۱۸۹۱ میلادی؛ به پایان رسید. این بنا به سبک معماری ارمنی طراحی شده است.